# Agrișu de Sus
Agrișu de Sus – wieś w Rumunii, w okręgu Bistrița-Năsăud, w gminie Șieu-Odorhei. W 2011 roku liczyła 145 mieszkańców.